# Grammia franconia
Grammia franconia là một loài bướm đêm thuộc phân họ Arctiinae, họ Erebidae.